# Mulatu Teshome
Mulatu Teshome Wirtu (Ge'ez: ሙላቱ ተሾመ) (Arjo, 1955 of 1956) is een Ethiopisch politicus van Oromo-afkomst voor het Ethiopisch Volksrevolutionair Democratisch Front, lid van de Oromo Peoples' Democratic Organization en van 2013 tot 2018 president van Ethiopië.
Mulatu was van 2001 tot 2003 minister van Landbouw en Plattelandsontwikkeling. Hij was ambassadeur van Ethiopia  in de Volksrepubliek China, Japan en Turkije. Op 7 oktober 2013 werd hij president, als opvolger van Girma Wolde-Giorgis. Hij nam in 2018 ontslag omdat hij een actieve rol wilde spelen in veranderingen en hervormingen. Hij werd opgevolgd door Sahle-Work Zewde, de eerste vrouw die president werd van Ethiopië.